# Tournon-sur-Rhône
Tournon-sur-Rhône – miejscowość i gmina we Francji, w regionie Owernia-Rodan-Alpy, w departamencie Ardèche.
Według danych na rok 1990 gminę zamieszkiwało 9546 osób, a gęstość zaludnienia wynosiła 454 osoby/km² (wśród 2880 gmin regionu Rodan-Alpy Tournon-sur-Rhône plasuje się na 75. miejscu pod względem liczby ludności, natomiast pod względem powierzchni na miejscu 459.).

## Populacja

Populacja Tournon-sur-Rhône w latach 1962-2008

## Współpraca
- Fellbach, Niemcy
- Erba, Włochy